# Pfarrkirche Rattendorf

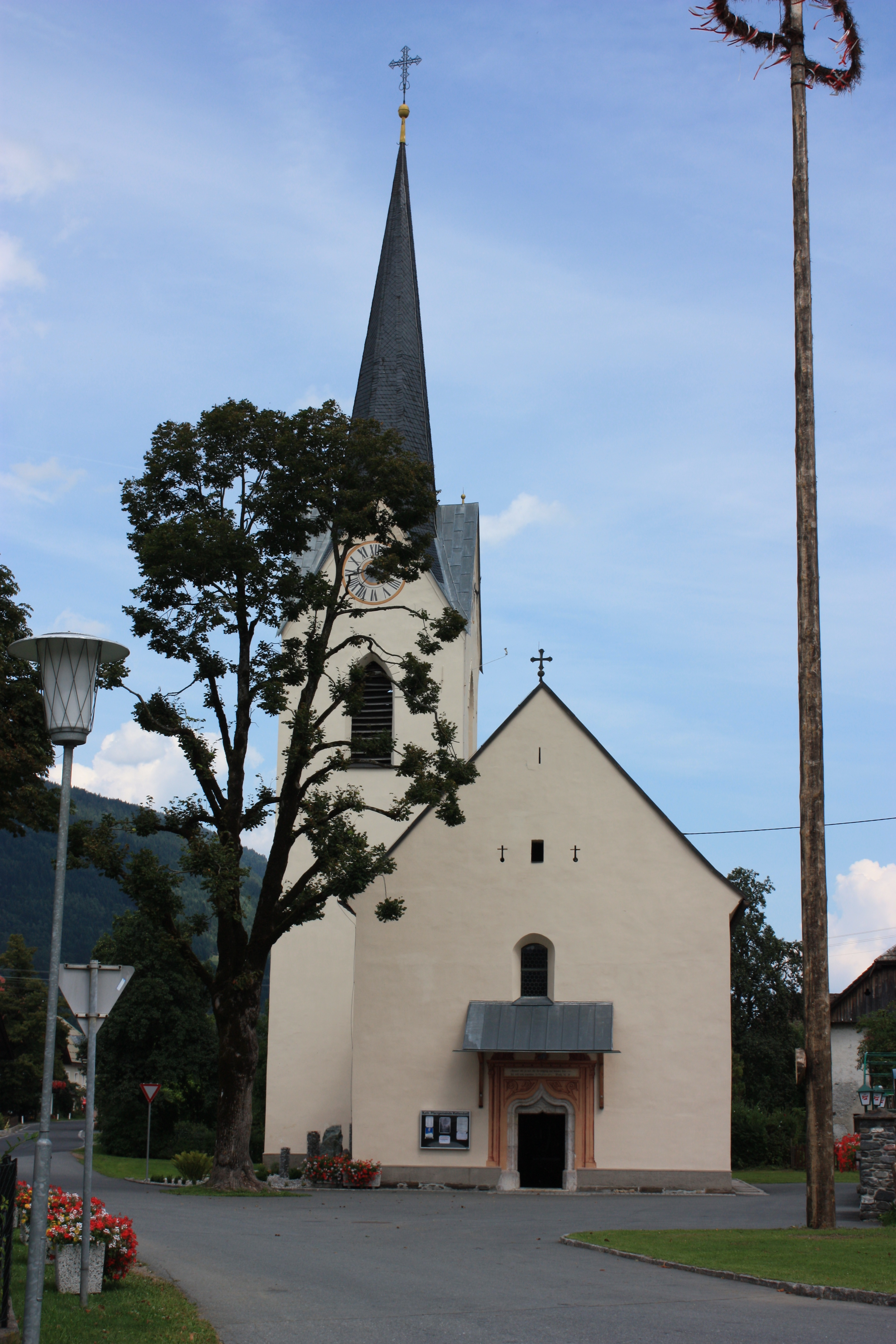
Pfarrkirche Rattendorf

Die römisch-katholische Pfarrkirche Rattendorf ist eine inmitten des gleichnamigen Dorfes gelegene Kirche im Gailtal, das heute zur Stadtgemeinde Hermagor gehört. Eine Kirche in Rattendorf wurde erstmals im Jahr 1339 genannt, der heutige mittelgroße Kirchenbau wurde im 16. Jahrhundert im spätgotischen Stil errichtet und steht unter dem Patrozinium der Heiligen Andreas und Markus. 

## Beschreibung
Die Kirche hat ein vierjochiges Langhaus und einen zweijochigen, eingezogenen Chor mit 5/8-Schluss. Der nordseitig vom Chor errichtete Turm ist mit spitzbogigen Schallfenstern und Spitzgiebeln ausgestattet und trägt einen achtseitigen Helm.
An der Südseite befinden sich zweiteilige Lanzettfenster mit ursprünglichem spätgotischen Baustil. An der Nordseite gibt es ein spitzbogiges Portal zur Sakristei. In der Sakristei sind in den Bogenfenstern Szenen aus dem Leben eines heiligen Bischofs aus dem 15. Jahrhundert gemalt. Weiterhin ist ein Teil davon zu sehen, wie der Engel Gabriel zu Maria kommt. (Verkündigung des Herrn).
Die Außenumrahmung des Westportals mit der Inschrift „Kommet alle zu mir die ihr mühselig und beladen seid, ich will euch erquicken“ wurde im 19. Jahrhundert spätnazarenisch gemalt.

## Innenausstattung
Der Hauptaltar im hohen dreigeschoßigen Aufbau stammt von 1710 und wurde 1909 restauriert. Das Innenbild zeigt die Heiligen Andreas und Markus. Seitenfiguren sind die Heiligen Barbara und Katharina von Siena.
Der Seitenaltar links zeigt die Heilige Katharina von Siena und stammt aus dem 17. Jahrhundert. Der rechte Seitenaltar zeigt die Gottesmutter Maria mit dem Jesuskind und stammt etwa aus dem 18. Jahrhundert.
Die Orgel wurde 1770 vom Orgelbauer Schall aus Graz erbaut und wurde erstmals in der Pfarrkirche Rosegg aufgebaut. Im Jahr 1830 kam die Orgel in die Kirche von Dellach im Gaital und im Jahre 1863 wurde sie in Rattendorf installiert. 

## Geschichte
Im Laufe der Jahre wurden viele Restaurierungen und Modernisierungen durchgeführt, so z. B. die Elektrifizierung der Läutanlage. Eine Bankheizung wurde eingebaut und im Jahre 1999 eine elektrische Kirchturmuhr installiert.
In der Nacht auf den 30. Oktober 2018 kam es während eines schweren Unwetters zu einem Dammbruch an der Hochwasser führenden Gail. Bei der folgenden Überflutung wurde die Einrichtung der Kirche beschädigt.